# Buwei Yang Chao
Buwei Yang Chao (née Yang Buwei 楊步偉, 1889-1981) est une gynécologue et autrice sino-américaine. Elle est l'une des premières femmes à pratiquer la médecine moderne en Chine.

## Biographie

### Jeunesse et carrière médicale
Née à Nanjing, Yang Buwei fait ses études au lycée privé pour filles McTyeire à Shanghai, puis part au Japon étudier la médecine au Tokyo Women's Medical College. En 1919, elle rentre en Chine et fonde avec Li Guanzhong l'hôpital Sen Ren, spécialisé en gynécologie. Elle est parmi les premières femmes médecins à pratiquer la médecine moderne en Chine.

### Mariage et famille
En 1920, elle épouse le linguiste Yuen Ren Chao. Leur témoin, Hu Shih, relate la simplicité de la cérémonie dans les journaux du lendemain, décrivant le couple comme un modèle de mariage moderne. Yang Buwei a quatre filles avec Yuen Ren Chao : l'aînée, Rulan Chao (趙如蘭), l'aide à rédiger le livre de cuisine qu'elle écrit plus tard aux États-Unis. Leur troisième fille est la mathématicienne Lensey Namioka.

### Livres

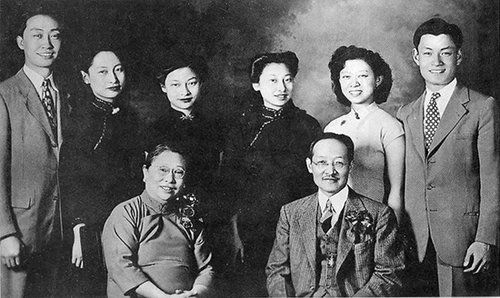
La famille Chao pose pour une photo lors de son 25^{e} anniversaire de mariage.

Buwei Yang Chao a écrit plusieurs livres, dont How to Cook and Eat in Chinese et L'autobiographie d'une femme chinoise sont les plus connus.

#### How to Cook and Eat in Chinese
How to Cook and Eat in Chinese est écrit alors que Yang Buwei vivait à Cambridge, dans le Massachusetts, pendant la Seconde Guerre mondiale avec son mari, Yuen Ren Chao. Celui-ci dirigeait une formation linguistique en cantonais et en mandarin pour l'armée américaine et Yang Buwei préparait des repas pour les instructeurs, devant utiliser des ingrédients disponibles localement aux États-Unis dans un contexte de rationnement. Elle a alors l'idée consigner dans ce recueil, avec l'aide de sa fille Rulan, plus de 230 recettes de différentes régions de Chine. Certaines proviennent des voyages qu'elle a effectués avec son mari lors de ses enquêtes de terrains sur les dialectes de Chine. 